# Tornades sur New York
Tornades sur New York (NYC : Tornado Terror) est un téléfilm canadien réalisé par Tibor Takács et diffusé aux États-Unis le 4 octobre 2008 sur Sci-Fi Channel.

## Synopsis
Après des journées chaudes et ensoleillées, des petites tornades se forment au centre de New York puis se réunissent pour n'en former qu'une.

## Fiche technique
- Réalisation : Tibor Takács
- Scénario : T. S. Cook
- Société de production : Fast Productions
- Durée : 90 minutes
- Pays :  Canada

## Distribution
- Nicole de Boer : Dr Cassie Lawrence
- Sebastian Spence : James « Jim » Lawrence
- Jerry Wasserman : Le maire Leonardo
- Winston Rekert : Dr Lars Liggerhorn
- Colby Johansson : Brian Flynn
- Tegan Moss : Lori Lawrence
- Jill Morrison : Lucy
- Matthew Harrison : Dr Quinn
- Paulo Ribeiro : Lefferts
- Jennifer Copping : Maggie Flynn
- Richard Ian Cox : Herbert
- Samantha Ferris : Reporter Lillian Herris
- Emy Aneke : Ken Hardsell
- David Orth : Pilote
- Kurt Max Runte : Copilote
- Talon Dunbar : Peter Hardsell
- John Shaw : Brackett